# Grammatica sanscrita
La grammatica della lingua sanscrita possiede un complesso sistema verbale, un sistema di declinazione dei sostantivi e aggettivi e conosce, inoltre, un ampio utilizzo di sostantivi composti. Essa fu studiata e codificata da grammatici indiani a partire dal tardo periodo dei Veda (VIII secolo a.C. circa), culminando nella grammatica redatta dal grande grammatico indiano Pāṇini attorno al IV secolo a.C.

## Tradizione grammaticale
La tradizione grammaticale del sanscrito (vyākarana, una delle sei discipline del cosiddetto Vedāṅga) iniziò nel tardo periodo vedico indiano e trovò il proprio punto di massima espressione intellettuale con la codificazione grammaticale dell'Aṣṭādhyāyī da parte del grammatico Pānini, un'opera consistente di 3990 aforismi.
L'autore sanscrito Kātyāyana compose i Vārtikas (le spiegazioni) di Pānini. Patañjali, vissuto tre secoli dopo Pānini, scrisse il Mahābhāshya, il Grande commentario sull'Aṣṭādhyāyī e sui Vārtikas.
È grazie all'opera di questi tre antichi grammatici del sanscrito che la tradizione grammaticale di questa lingua in tale epoca prende il nome di Trimuni vyākarana o Grammatica dei tre saggi.
In ultimo, al fine di spiegare ulteriormente il significato dei suddetti sutras, gli autori Jayaditya e Vāmana scrissero nel sesto secolo dopo Cristo il commentario Kāsikā.
La grammatica pāniniana trova uno dei propri fondamenti nei cosiddetti quattordici Shiva sutras o Maheshvara sutras.
Essi espongono sinteticamente l'organizzazione dei fonemi della lingua sanscrita.
Degna di nota per lo sviluppo della riflessione grammaticale sulla lingua sanscrita fu nel XII secolo l'opera del grammatico Kaiyata che scrisse un commentario al Mahābhāshya di Patañjali.
Maggiormente influente fu il Rupāvatāra, opera di Dharmakīrti, il quale divulgò versioni più semplici della grammatica sanscrita.
Durante il diciassettesimo secolo l'opera di grammatica sanscrita più importante fu il Siddhānta kaumudi di Bhattoji Dīkshita, assieme al quale esistono versioni derivate per opera del grammatico Varadarāja.
Lo studio del sanscrito da parte di studiosi europei comincia nel diciottesimo secolo con Jean François Pons e altri studiosi minori.
Bisognerà attendere il diciannovesimo secolo per opere esaustive.
Fra i più importanti studiosi europei del periodo ci sono Otto Boehtlingk, William Dwight Whitney e Jacob Wackernagel.
Tradizionalmente il sanscrito utilizza la scrittura devanāgarī, le cui consonanti possiedono una schwa /ə/ come vocale inerente e dei diacritici per indicare le vocali brevi e lunghe quando non sono in forma isolata. Possiede pure dei diacritici ausiliari per indicare fenomeni fonetici come la nasalizzazione della vocale (ँ), fusioni calligrafiche di lettere per indicare i cluster consonantici o consonanti doppie (ex. "rka"  र्क, "krai" क्रै, ṭre ट्रे ecc.) e una riga orizzontale, da scrivere per ultima, che in presenza di alcune lettere si spezza. Sotto si indica la romanizzazione/pronuncia figurata delle lettere, basata sul sistema di William Wilson Hunter, detto "sistema hunteriano".
| अ | आ (ा) | इ (ि) | ई (ी) | उ (ु) | ऊ (ू) | ऋ (ृ) | ॠ (ॄ) | ऌ (ॢ) | ॡ (ॣ) | ए (े) | ऐ (ै) | ओ (ो) | औ (ौ) | अँ  | अः  |
| a | ā    | i    | ī    | u    | ū    | ṛ    | ṝ    | ḷ    | ḹ    | ē    | ai   | ō    | au   | aṃ | aḥ |

| क  | ख   | ग  | घ   | ङ  | च  | छ   | ज  | झ   | ञ  |
| ka | kha | ga | gha | ṅa | ca | cha | ja | jha | ña |

| ट  | ठ   | ड  | ढ   | ण  | त  | थ   | द  | ध   | न  |
| ṭa | ṭha | ḍa | ḍha | ṇa | ta | tha | da | dha | na |

| प  | फ   | ब  | भ   | म  |
| pa | pha | ba | bha | ma |

| य  | र  | ल  | ळ  | ऴ   | व  | श  | ष  | स  | ह  |
| ya | ra | la | ḷa | ḷha | va | śa | ṣa | sa | ha |

## Verbi

### Classificazione dei verbi
Il sanscrito ha dieci classi verbali suddivise ulteriormente in due grandi categorie: i verbi tematici e atematici. Il primo gruppo aggiunge una a tra il tema e la desinenza, rendendo così i verbi più stabili; il secondo gruppo non aggiunge vocale tematica.
Nel sanscrito vedico, oltre alle dieci classi verbali, ce n'è una in più: si chiama il Lata, da लाति lāti, traducibile in italiano con prendere, ricevere o attribuire.
L'elemento base di un verbo sanscrito è la radice, alla cui base possono essere aggiunti altri elementi grammaticali che danno sfumature precise e particolari, come prefissi, suffissi, infissi, raddoppiamenti, ecc. Molti termini sanscriti possono essere fatti risalire a una precisa radice verbale o a varie radici di uno stesso campo semantico. Questo fenomeno, sebbene più limitatamente, si presenta in molte altre lingue; in sanscrito, tuttavia, un'antica tradizione di codificazione grammaticale e riflessione filosofica sul linguaggio ha consentito la circoscrizione di determinate aree di significato facendole discendere da un'unica radice vocalico-consonantica.
Il sanscrito è in grado di fornire termini semanticamente analizzabili suddividendoli in fonemi portatori ciascuno di un particolare significato; il processo di formazione di una parola sanscrita tende alla regolarità e alla trasparenza, ed è peculiarità di questa lingua.

Una parte significativa delle radici verbali sanscrite trova riscontro anche in altre lingue della famiglia indo-europea; ciò ha consentito uno studio comparato di molti termini presenti nelle diverse lingue, consentendo una ricostruzione del significato originario di alcuni suoni primitivi che poi hanno, per estensione e astrazione, generato altri termini con significato sempre più apparentemente distante.
Alcuni esempi: la radice semantica  tṝ, composta dal suono t dentale "t" e dalla r vocalica lunga "ṛ" (il sanscrito considera foneticamente la r anche con valore vocalico) è connessa al senso primario di passare attraverso, ma anche attraversare, raggiungere uno scopo, superare. La presenza di questo composto è rintracciabile anche in italiano, passando per il prefisso latino trans, al di là di, attraverso: per esempio attraversare (andare oltre), trasportare (portare attraverso), tramontare (andare oltre i monti).

Il prefisso latino inter (in sanscrito antar) significa "dentro, in mezzo", nel quale in indica l'intero e ter, da tr, lo stare in centro, in mezzo; per esempio internazionale (tra le nazioni), interpersonale (tra le persone).
Di seguito un esempio di verbo coniugato: si tratta della radice vad, che significa parlare, dire, coniugata nella sesta classe, ovvero all'indicativo presente, al singolare:
|    | Singolare | Composizione | Traduzione |
| -- | --------- | ------------ | ---------- |
| 1ª | vadami    | vad-a-mi     | io parlo   |
| 2ª | vadasi    | vad-a-si     | tu parli   |
| 3ª | vadati    | vad-a-ti     | egli parla |

### Sistema dei temi dei tempi verbali
I tempi verbali del sanscrito sono organizzati in quattro sistemi basati sulle differenti forme del tema verbale utilizzate nella coniugazione del verbo stesso.
I quattro sistemi dei temi dei tempi verbali sono i seguenti: 
- Il presente, da cui si ricavano il presente e imperfetto indicativo, l'imperativo e l'ottativo, indica l'azione continuata;
- Il perfetto, da cui si ricavano perfetto e piuccheperfetto indicativo, e participio passato, indica l'azione compiuta;
- L'aoristo, da cui si ricavano aoristo indicativo, l'ottativo precativo e l'ingiuntivo, indica l'azione puntuale;
- Il futuro, da cui si ricavano futuro indicativo, condizionale e participio futuro, posiziona l'azione nel futuro.

#### Sistema del tema del presente
Il tema del presente ci permette di ricavare il presente e l'imperfettivo indicativo, l'imperativo, l'ottativo e alcune antiche forme di congiuntivo.

Il sistema del tema del presente può essere formato in vari modi, come i seguenti punti mostrano:
- Prima classe: utilizzo del suffisso della vocale tematica a con un rafforzamento apofonico finale; per esempio bháva, da bhū, essere.
- Seconda classe: nessuna modificazione; per esempio ad, da ad, mangiare.
- Terza classe: raddoppiamento premesso attraverso un prefisso alla radice verbale; per esempio juhu, da hu, sacrificare.
- Quarta classe: utilizzo del suffisso ya, per esempio dīvya, da div, giocare.
- Quinta classe: utilizzo del suffisso nu (guna, ovvero grado zero di no), per esempio sunu, da su, estrarre.
- Sesta classe: utilizzo del suffisso in vocale a con conseguente spostamento dell'accento su quest'ultima vocale, per esempio tudá, da tud, colpire, spingere.
- Settima classe: utilizzo dell'infisso na o n prima della consonante finale della radice (con gli opportuni cambiamenti dovuti alle regole del sandhi), per esempio rundh o runadh, da rudh, ostruire, bloccare.
- Ottava classe: utilizzo del suffisso u (guna, o grado zero, di o), ad esempio tanu, da tan, distendere.
- Nona classe: utilizzo del suffisso nā, ad esempio krīna o krīnī, da krī, ottenere, comprare.
- Decima classe: si forma con l'allungamento dell'ultima vocale del tema, l'aggiunta del suffisso ya e rafforzamento finale dato dall'aggiunta di un ulteriore suffisso; per esempio bhāvaya, da bhū, essere.

(!) Oggigiorno, l'ottava classe è considerata come una sottoclasse della quinta.
(!) La prima, la quarta, la sesta e la decima classe sono per i verbi tematici, le altre per i verbi atematici.

#### Sistema del tema del perfetto
Il perfetto ci permette di ricavare perfetto e piuccheperfetto indicativo, e participio passato.

Il sistema del perfetto possiede forme deboli e forti del verbo: la seconda è utilizzata con i verbi al singolare in forma attiva, la prima per tutte le altre forme.

#### Sistema del tema dell'aoristo
L'aoristo indicativo, l'ottativo precativo e l'ingiuntivo.
Il sistema dell'aoristo include l'aoristo propriamente detto (con aspetto puntuale, il nostro passato remoto; es. abhūh, tu fosti) e alcune forme di una più antica forma di ottativo precativo e di ingiuntivo, utilizzato quasi esclusivamente con il prefisso "mā" nelle proibizioni, ad esempio mā bhūh, non essere!
Il sistema dell'aoristo conosce le tre seguenti diverse forme:
- L'aoristo radicale è formato direttamente dal tema della radice con l'aumento temporale, e le desinenze secondarie: es. (bhū- : a-bhū-t, egli fu).
- L'aoristo tematico comporta l'inserimento della vocale tematica a nel tema.
- L'aoristo sigmatico è formato per mezzo di un suffisso sibilante in "s" applicato al tema verbale.

#### Sistema del tema del futuro
Il sistema del futuro è formato tramite l'uso del suffisso sya oppure iṣya (nel quadratino vi è una s con un puntino sotto: suono semi-retroflesso) più un cambiamento apofonico.
Esso include il condizionale, formato dal tema del futuro. Il condizionale si riferisce ad azioni ipotetiche e trova un uso sporadico nel sanscrito classico. Come forma, il condizionale è una sorta di "imperfetto" costruito sul tema del futuro: infatti, si costruisce premettendo l'aumento temporale al tema del futuro e utilizzando le desinenze secondarie.
es: 
```
   kr "fare" (quinta classe), futuro "kariṣyami" farò, condizionale "akariṣyam" farei
   tap "riparare" (prima classe), futuro "tapsyami" riparerò, condizionale "atapsyam" riparerei
```

### Participi
Il sanscrito conosce un uso molto esteso dei participi.
I participi passati vengono formati direttamente dalle radici verbali di molti verbi, con l'eccezione dei verbi della decima classe, la cui forma viene presa dal tema del presente.
Tutti i participi, tranne il presente, hanno un senso perfettivo, ovvero indicano l'azione compiuta, conclusa e possono liberamente sostituire le forme finite dei verbi coniugati al passato.

#### Participio presente
Il participio presente è formato dal tema del presente ed è formato in modo differente a seconda che il verbo sia classificato come parasmaipada (diatesi attiva) o ãtmanepada (diatesi media).
Il participio presente non può sostituire un verbo in forma finita.
Il participio presente possiede un senso imperfettivo indicando un'azione colta nel suo svolgersi.

#### Participi passati attivi
Sono formati in modo regolare tramite il suffisso -vant applicato al participio passato passivo.
Modificano il soggetto del verbo dal quale sono formati.

#### Participi passati passivi
Il participio passato passivo (ktãnta) è formato posponendo la sillaba -ta alla radice del verbo, in certi casi preceduta dalla vocale -i-.
Per diversi verbi anche la radice stessa viene modificata.
Ad esempio, la radice vac, parlare, dà origine al participio passato ukta.

#### Participio perfetto
Il participio perfetto è un participio passato di senso attivo ed è raramente utilizzato nel sanscrito classico.

#### Participio aoristo
Il participio aoristo, usato nel sanscrito vedico, fu perso nel sanscrito classico.

#### Participio futuro
Il participio futuro viene formato a partire dal tema del futuro nello stesso modo in cui il participio presente è formato dal tema del presente.
Il participio futuro descrive un'azione non ancora successa ma che potrebbe accadere in un futuro ipotetico.

### Gerundivo
Il gerundivo (da non confondere con il gerundio) può essere pensato come un participio prescrittivo passivo futuro indicante il fatto che la parola modificata dovrebbe essere oggetto dell'azione da parte del participio.
Il suo significato è simile al gerundivo latino, ovvero esprime l'idea di "dovere", o "necessità". Esempio: il latino "liber legendus" si tradurrà come "il libro da leggere", "il libro che deve essere letto".
Si ottiene in sanscrito usando la radice con grado guṇa o vṛddhi più il suffisso -ya-, -tavya-, -itavya-, -anīya-; -tavya- e -anīya- si attaccano alla radice guṇata, mentre -ya- a radici vṛddhate, guṇate oppure deboli; alcune radici in vocale aggiunguno -tya-, ma solo nelle forme cosiddette deboli.
Esempi: dalla radice kṛ (fare, produrre) si ottiene kartavya-, karaṇīya-, kārya-, kṛtya-, da farsi, da compiere.
Dṛś- (vedere) dṛśya, da vedersi, degno di essere visto, che deve essere visto; ji- (vincere) jetavya oppure jeya-, destinato a essere vinto.

### Coniugazione verbale
Ogni verbo possiede una voce grammaticale di senso attivo (diatesi attiva), una di senso passivo (diatesi passiva) e una di senso medio (diatesi media).
Il medio può essere inteso come un'azione che un soggetto compie per sé stesso dando un'idea di riflessività.
Senso attivo: il giocatore (soggetto) sistema (verbo in forma attiva) il pallone (oggetto) per battere la punizione.
Senso passivo: il pallone (soggetto) viene sistemato (verbo in forma passiva) dal giocatore (agente) per battere la punizione.
Senso medio: il giocatore (soggetto) si aggiusta (verbo in forma media) il pallone (oggetto) per battere la punizione.
Esiste inoltre una voce impersonale che può essere descritta come una voce passiva dei verbi intransitivi.
Il verbo sanscrito ha un modo indicativo, un ottativo e un imperativo.
Anticamente era presente anche un modo congiuntivo caduto tuttavia in disuso con l'avvento del sanscrito classico.
La tabella che segue è un prospetto parziale delle principali forme verbali che possono essere create a partire da una singola radice del verbo.
Non tutte le radici prendono tutte le forme; alcune radici spesso sono limitate ad alcuni temi verbali.
Le forme verbali della tabella sono tutte in terza persona singolare e possono essere coniugate in tre persone e tre numeri: singolare, duale e plurale.
Radice: bhū (essere, diventare, essere in divenire), radice verbale della prima classe tematica.
Tema del presente: bhava-
Tema passivo: bhūya-
Tema del futuro: bhavishya-
|                     |                     | Primario               | Causativo                          | Desiderativo                   | Intensivo                                            |
| ------------------- | ------------------- | ---------------------- | ---------------------------------- | ------------------------------ | ---------------------------------------------------- |
| Tema presente       | Presente            | bhavati egli è bhavate | bhāvayati egli fa essere bhāvayate | bubhūṣati egli desidera essere | bobhoti / bobhavīti bobhūyate egli continua a essere |
| Tema presente       | Imperfetto          | abhavat abhavata       | abhāvayat abhāvayata               | abubhūṣat                      | abobhot abobhūyata                                   |
| Tema presente       | Imperativo          | bhavatu bhavatām       | bhāvayatu bhāvayatām               | bubhūṣatu                      | bobhotu / bobhavītu bobhūyatām                       |
| Tema presente       | Ottativo            | bhavet bhaveta         | bhāvayet bhāvayeta                 | bubhūṣet                       | bobhavyāt bobhūyeta                                  |
| Tema presente       | Participio presente | bhavant bhavamāna      | bhāvayant bhāvayamāna              | bubhūṣant                      | bobhavant bobhūyamāna                                |
| Passivo             | Presente            | bhūyate                | bhāvyate                           | bubhūṣyate                     |                                                      |
| Passivo             | Imperfetto          | abhũyata               | abhāvyata                          | abubhūṣyata                    |                                                      |
| Passivo             | Imperativo          | bhũyatām               | bhāvyatām                          | bubhūṣyatām                    |                                                      |
| Passivo             | Ottativo            | bhũyeta                | bhāvyeta                           | bubhūṣyeta                     |                                                      |
| Passivo             | Participio passato  | bhūyamāna              | bhāvyamāna                         | bubhūṣyamāṇa                   |                                                      |
| Tema futuro         | Futuro              | bhaviṣyati             | bhāvayiṣyati bhāvayiṣyate          | bubhūṣiṣyati                   |                                                      |
| Tema futuro         | Condizionale        | abhaviṣyat             | abhāvayiṣyat                       | abubhūṣiṣyat                   |                                                      |
| Tema futuro         | Participio futuro   | bhaviṣyant             | bhāvayiṣyant bhāvayiṣyamāṇa        | bubhūṣiṣyant                   |                                                      |
| Futuro perifrastico | Futuro perifrastico | bhavitā                | bhāvayitā                          | bubhūṣitā                      |                                                      |
| Perfetto            | Perfetto            | babhūva                | bhāvayām āsa                       | bubhūṣām āsa                   |                                                      |
| Aoristo             | Aoristo             | abhūt                  |                                    |                                |                                                      |
| Aoristo             | Precativo           | bhūyāt                 |                                    |                                |                                                      |
| Aoristo             | Ingiuntivo          | (mā) bhūt              |                                    |                                |                                                      |
| Causativo           | Causativo           | bhāvayati              |                                    |                                |                                                      |
| Desiderativo        | Desiderativo        | bubhūṣati              | bibhāvayiṣati                      |                                |                                                      |
| Intensivo           | Intensivo           | bobhavīti              |                                    |                                |                                                      |
| Participio passato  | Participio passato  | bhūta bhūtavant        | bhāvita bhāvitavant                | bubhūṣita bubhūṣitavant        |                                                      |
| Gerundivo           | Gerundivo           | bhavya, bhavitavya     | bhāvayitavya                       |                                |                                                      |

Tenendo conto del fatto che ciascuna forma di participio è declinata in sette casi nominali, tre numeri e tre generi e ciascun verbo è coniugato anch'esso in tre persone, tre numeri, e poi in temi di forma primaria, causativa e desiderativa per questa radice quando considerati assieme i participi hanno oltre un migliaio di forme.
Esempio di coniugazione atematica:
Radice: dviṣ-, dvéṣ- (odiare)
|            |                 | Attivo           | Attivo                  | Attivo               | Medio     | Medio      | Medio      |
| Singolare  | Duale           | Plurale          | Singolare               | Duale                | Plurale   |            |            |
| ---------- | --------------- | ---------------- | ----------------------- | -------------------- | --------- | ---------- | ---------- |
| Presente   | Prima persona   | dvéṣmi           | dviṣvás                 | dviṣmás              | dviṣé     | dviṣváhe   | dviṣmáhe   |
| Presente   | Seconda persona | dvékṣi           | dviṣṭhás                | dviṣṭhá              | dvikṣé    | dviṣā́the   | dviḍḍhvé   |
| Presente   | Terza persona   | dvéṣṭi egli odia | dviṣṭás loro due odiano | dviṣánti essi odiano | dviṣṭé    | dviṣā́te    | dviṣáte    |
| Imperfetto | Prima persona   | ádveṣam          | ádviṣva                 | ádviṣma              | ádviṣi    | ádviṣvahi  | ádviṣmahi  |
| Imperfetto | Seconda persona | ádveṭ            | ádviṣṭam                | ádvisṭa              | ádviṣṭhās | ádviṣāthām | ádviḍḍhvam |
| Imperfetto | Terza persona   | ádveṭ            | ádviṣṭām                | ádviṣan              | ádviṣṭa   | ádviṣātām  | ádviṣata   |

|                 | Attivo  | Attivo    | Attivo    | Medio     | Medio       | Medio      |
| Singolare       | Duale   | Plurale   | Singolare | Duale     | Plurale     |            |
| --------------- | ------- | --------- | --------- | --------- | ----------- | ---------- |
| Prima persona   | dviṣyā́m | dviṣyā́va  | dviṣyā́ma  | dviṣīyá   | dviṣīvahi   | dviṣīmahi  |
| Seconda persona | dviṣyā́s | dviṣyā́tam | dviṣyā́ta  | dviṣīthās | dviṣīyāthām | dviṣīdhvam |
| Terza persona   | dviṣyā́t | dviṣyā́tām | dviṣyus   | dviṣīta   | dviṣīyātām  | dviṣīran   |

|                 | Attivo  | Attivo  | Attivo    | Medio   | Medio      | Medio      |
| Singolare       | Duale   | Plurale | Singolare | Duale   | Plurale    |            |
| --------------- | ------- | ------- | --------- | ------- | ---------- | ---------- |
| Prima persona   | dvéṣāṇi | dvéṣāva | dvéṣāma   | dvéṣāi  | dvéṣāvahāi | dvéṣāmahāi |
| Seconda persona | dviḍḍhí | dviṣṭám | dviṣṭá    | dvikṣvá | dviṣāthām  | dviḍḍhvám  |
| Terza persona   | dvéṣṭu  | dviṣṭā́m | dviṣántu  | dviṣṭā́m | dviṣā́tām   | dviṣátām   |

### Terminazioni delle coniugazioni
Le terminazioni delle coniugazioni in sanscrito esprimono la persona, il numero e la voce.
Le differenti forme delle terminazioni vengono usate in relazione a quale tempo e modo verbale sono attribuite.
I temi verbali o le stesse terminazioni possono essere modificate o in qualche modo oscurate dalle regole del sandhi.
|            |         | Attiva     | Attiva | Attiva    | Media     | Media  | Media          |
|            | Persona | Singolare  | Duale  | Plurale   | Singolare | Duale  | Plurale        |
| ---------- | ------- | ---------- | ------ | --------- | --------- | ------ | -------------- |
| Primaria   | 1       | mi         | vás    | más       | é         | váhe   | máhe           |
| Primaria   | 2       | si         | thás   | thá       | sé        | ā́the   | dhvé           |
| Primaria   | 3       | ti         | tás    | ánti, áti | té        | ā́te    | ánte, áte      |
| Secondaria | 1       | am         | vá     | má        | í, á      | váhi   | máhi           |
| Secondaria | 2       | s          | tám    | tá        | thā́s      | ā́thām  | dhvám          |
| Secondaria | 3       | t          | tā́m    | án, ús    | tá        | ā́tām   | ánta, áta, rán |
| Perfetto   | 1       | a          | vá     | má        | é         | váhe   | máhe           |
| Perfetto   | 2       | tha        | áthus  | á         | sé        | ā́the   | dhvé           |
| Perfetto   | 3       | a          | átus   | ús        | é         | ā́te    | ré             |
| Imperativo | 1       | āni        | āva    | āma       | āi        | āvahāi | āmahāi         |
| Imperativo | 2       | dhí, hí, — | tám    | tá        | svá       | ā́thām  | dhvám          |
| Imperativo | 3       | tu         | tā́m    | ántu, átu | tā́m       | ā́tām   | ántām, átām    |

Le terminazioni primarie sono utilizzate con il presente indicativo e le forme del futuro.
Le terminazioni secondarie sono usate con l'imperfetto, il condizionale, l'aoristo e l'ottativo.
Le terminazioni del perfetto e dell'imperativo vengono usate rispettivamente con il perfetto e l'imperativo.

## Flessione del sostantivo
Il sanscrito è una lingua flessiva e per quanto riguarda il genere grammaticale distingue in femminile, maschile e neutro e suddivide in tre numeri (singolare, duale e plurale).
Possiede otto casi: nominativo, vocativo, accusativo, strumentale, dativo, ablativo, genitivo e locativo.
Il numero effettivo delle declinazioni è oggetto di dibattito.
Pānini identifica sei cosiddetti kārakas corrispondenti ai casi nominativo, accusativo, dativo, strumentale, locativo e ablativo.
Pānini stesso nella sua opera Ashtādhyāyi (I.4.24-54) li definisce come segue:
1 Apādāna (letteralmente "prendere il via"): è l'equivalente del caso ablativo, che indica un oggetto stazionario o fermo dal quale il movimento prende il via rispondendo alla domanda implicita "da chi?", "da cosa?", "da dove proviene l'azione espressa dal verbo?"
2 Sampradāna (donazione o cessione): è l'equivalente del caso dativo, che indica il destinatario o il ricevente in un'azione di dono o conferimento di qualcosa in senso concreto o astratto dando risposta alla domanda implicita "a chi?", a cosa?", "verso chi o cosa?".
3 Karaṇa ("strumento"): equivale al caso strumentale e indica il mezzo con cui si compie una determinata azione.
4 Adhikaraṇa ("ubicazione"): è il caso locativo e indica dove si trovi qualcuno o qualcosa rispondendo alla domanda "dove?".
5 Karman ("il fatto/"l'oggetto"): è il caso accusativo rispondente alla domanda implicita "chi è oggetto dell'azione?", "che cosa è oggetto nell'azione?".
6 Kartā (colui che agisce): è il nominativo, il caso che risponde alla domanda implicita "chi compie l'azione?", "cosa compie l'azione?" (on the basis of Scharfe, 1977: 94)
I casi possessivo (Sambandha) e vocativo sono assenti nella grammatica redatta da Pānini.
In questo articolo sono suddivisi in cinque declinazioni.
La declinazione alla quale un nome appartiene è in buona parte determinata dalla forma del sostantivo medesimo.

### Declinazione del sostantivo e dell'aggettivo
Nella tabella che segue è dato lo schema fondamentale di utilizzo dei suffissi della declinazione validi per buona parte dei sostantivi e aggettivi.
A seconda del genere grammaticale e della terminazione in consonante o vocale della radice non flessa del sostantivo o dell'aggettivo, esistono determinate regole dette del sandhi (armonia eufonica).
Tra parentesi le terminazioni dei casi di genere neutro, le altre sono valide per i generi maschile e femminile.
Vengono date anche le versioni in scrittura sillabica devanagari e la traslitterazione in IAST.
|                       | Singolare       | Duale          | Plurale         |
| --------------------- | --------------- | -------------- | --------------- |
| Nominativo (Karta)    | -स् -s (-म् -m)   | -औ -au (-ई -ī) | -अस् -as (-इ -i) |
| Accusativo (Karma)    | -अम् -am (-म् -m) | -औ -au (-ई -ī) | -अस् -as (-इ -i) |
| Strumentale (Karana)  | -आ -ā           | -भ्याम् -bhyām    | -भिस् -bhis       |
| Dativo (Sampradana)   | -ए -e           | -भ्याम् -bhyām    | -भ्यस् -bhyas     |
| Ablativo (Apadana)    | -अस् -as         | -भ्याम् -bhyām    | -भ्यस् -bhyas     |
| Genitivo (Sambandha)  | -अस् -as         | -ओस् -os        | -आम् -ām         |
| Locativo (Adhikarana) | -इ -i           | -ओस् -os        | -सु -su          |
| Vocativo              | -स् -s (- -)     | -औ -au (-ई -ī) | -अस् -as (-इ -i) |

#### Temi in A-
I temi in "a"(/ə/ or /aː/) comprendono una vasta classe di sostantivi. Di norma i sostantivi appartenenti a questa classe, con tema non flesso terminante in A breve (/ə/), sono maschili o neutri.
I sostantivi terminanti in A lunga (/aː/) sono in massima parte femminili.
Gli aggettivi con tema in A prendono il genere maschile e neutro in A breve (/ə/), e quello femminile in A lunga (/aː/).
Questa classe è così vasta perché comprende anche il tema in O- del protoindoeuropeo.
|             | Maschile (rāma-) | Maschile (rāma-) | Maschile (rāma-) | Neutro (āsya- "bocca") | Neutro (āsya- "bocca") | Neutro (āsya- "bocca") | Femminile (kānta- "adorata") | Femminile (kānta- "adorata") | Femminile (kānta- "adorata") |
| Singolare   | Duale            | Plurale          | Singolare        | Duale                  | Plurale                | Singolare              | Duale                        | Plurale                      |                              |
| ----------- | ---------------- | ---------------- | ---------------- | ---------------------- | ---------------------- | ---------------------- | ---------------------------- | ---------------------------- | ---------------------------- |
| Nominativo  | rā́maḥ            | rā́māu            | rā́māḥ            | āsyàm                  | āsyè                   | āsyā̀ni                 | kāntā                        | kānte                        | kāntās                       |
| Accusativo  | rā́mam            | rā́māu            | rā́mān            | āsyàm                  | āsyè                   | āsyā̀ni                 | kāntām                       | kānte                        | kāntās                       |
| Strumentale | rā́mena           | rā́mābhyām        | rā́māiḥ           | āsyèna                 | āsyā̀bhyām              | āsyāìḥ                 | kāntayā                      | kāntābhyām                   | kāntābhiḥ                    |
| Dativo      | rā́māya           | rā́mābhyām        | rā́mebhyaḥ        | āsyā̀ya                 | āsyā̀bhyām              | āsyèbhyaḥ              | kāntāyai                     | kāntābhyām                   | kāntābhyāḥ                   |
| Ablativo    | rā́māt            | rā́mābhyām        | rā́mebhyaḥ        | āsyā̀t                  | āsyā̀bhyām              | āsyèbhyaḥ              | kāntāyās                     | kāntābhyām                   | kāntābhyāḥ                   |
| Genitivo    | rā́masya          | rā́mayoḥ          | rā́mānām          | āsyàsya                | āsyàyoḥ                | āsyā̀nām                | kāntāyās                     | kāntayoḥ                     | kāntānām                     |
| Locativo    | rā́me             | rā́mayoḥ          | rā́meṣu           | āsyè                   | āsyàyoḥ                | āsyèṣu                 | kāntāyām                     | kāntayoḥ                     | kāntāsu                      |
| Vocativo    | rā́ma             | rā́mau            | rā́mās            | ā́sya                   | āsyè                   | āsyā̀ni                 | kānte                        | kānte                        | kāntās                       |

#### Temi in I ed U
|             | Masc. e femm. (gáti- "passo, andatura") | Masc. e femm. (gáti- "passo, andatura") | Masc. e femm. (gáti- "passo, andatura") | Neutro (vā́ri- "acqua") | Neutro (vā́ri- "acqua") | Neutro (vā́ri- "acqua") |
| Singolare   | Duale                                   | Plurale                                 | Singolare                               | Duale                  | Plurale                |                        |
| ----------- | --------------------------------------- | --------------------------------------- | --------------------------------------- | ---------------------- | ---------------------- | ---------------------- |
| Nominativo  | gátis                                   | gátī                                    | gátayas                                 | vā́ri                   | vā́riṇī                 | vā́rīṇi                 |
| Accusativo  | gátim                                   | gátī                                    | gátīs                                   | vā́ri                   | vā́riṇī                 | vā́rīṇi                 |
| Strumentale | gátyā                                   | gátibhyām                               | gátibhis                                | vā́riṇā                 | vā́ribhyām              | vā́ribhis               |
| Dativo      | gátaye, gátyāi                          | gátibhyām                               | gátibhyas                               | vā́riṇe                 | vā́ribhyām              | vā́ribhyas              |
| Ablativo    | gátes, gátyās                           | gátibhyām                               | gátibhyas                               | vā́riṇas                | vā́ribhyām              | vā́ribhyas              |
| Genitivo    | gátes, gátyās                           | gátyos                                  | gátīnām                                 | vā́riṇas                | vā́riṇos                | vā́riṇām                |
| Locativo    | gátāu, gátyām                           | gátyos                                  | gátiṣu                                  | vā́riṇi                 | vā́riṇos                | vā́riṣu                 |
| Vocativo    | gáte                                    | gátī                                    | gátayas                                 | vā́ri, vā́re             | vā́riṇī                 | vā́rīṇi                 |

|             | Masc. e femm. (śátru- "nemico") | Masc. e femm. (śátru- "nemico") | Masc. e femm. (śátru- "nemico") | Neutro (mádhu- "miele") | Neutro (mádhu- "miele") | Neutro (mádhu- "miele") |
| Singolare   | Duale                           | Plurale                         | Singolare                       | Duale                   | Plurale                 |                         |
| ----------- | ------------------------------- | ------------------------------- | ------------------------------- | ----------------------- | ----------------------- | ----------------------- |
| Nominativo  | śátrus                          | śátrū                           | śátravas                        | mádhu                   | mádhunī                 | mádhūni                 |
| Accusativo  | śátrum                          | śátrū                           | śátrūn                          | mádhu                   | mádhunī                 | mádhūni                 |
| Strumentale | śátruṇā                         | śátrubhyām                      | śátrubhis                       | mádhunā                 | mádhubhyām              | mádhubhis               |
| Dativo      | śátrave                         | śátrubhyām                      | śátrubhyas                      | mádhune                 | mádhubhyām              | mádhubhyas              |
| Ablativo    | śátros                          | śátrubhyām                      | śátrubhyas                      | mádhunas                | mádhubhyām              | mádhubhyas              |
| Genitivo    | śátros                          | śátrvos                         | śátrūṇām                        | mádhunas                | mádhunos                | mádhūnām                |
| Locativo    | śátrāu                          | śátrvos                         | śátruṣu                         | mádhuni                 | mádhunos                | mádhuṣu                 |
| Vocativo    | śátro                           | śátrū                           | śátravas                        | mádhu                   | mádhunī                 | mádhūni                 |

#### Temi in vocale lunga
|             | Temi in ā (jā- "progenie") | Temi in ā (jā- "progenie") | Temi in ā (jā- "progenie") | Temi in ī (dhī- "pensiero") | Temi in ī (dhī- "pensiero") | Temi in ī (dhī- "pensiero") | Temi in ū (bhū- "terra") | Temi in ū (bhū- "terra") | Temi in ū (bhū- "terra") |
| Singolare   | Duale                      | Plurale                    | Singolare                  | Duale                       | Plurale                     |                             |                          |                          |                          |
| ----------- | -------------------------- | -------------------------- | -------------------------- | --------------------------- | --------------------------- | --------------------------- | ------------------------ | ------------------------ | ------------------------ |
| Nominativo  | jā́s                        | jāú                        | jā́s                        | dhī́s                        | dhíyāu                      | dhíyas                      | bhū́s                     | bhúvāu                   | bhúvas                   |
| Accusativo  | jā́m                        | jāú                        | jā́s, jás                   | dhíyam                      | dhíyāu                      | dhíyas                      | bhúvam                   | bhúvāu                   | bhúvas                   |
| Strumentale | jā́                         | jā́bhyām                    | jā́bhis                     | dhiyā́                       | dhībhyā́m                    | dhībhís                     | bhuvā́                    | bhūbhyā́m                 | bhūbhís                  |
| Dativo      | jé                         | jā́bhyām                    | jā́bhyas                    | dhiyé, dhiyāí               | dhībhyā́m                    | dhībhyás                    | bhuvé, bhuvāí            | bhūbhyā́m                 | bhūbhyás                 |
| Ablativo    | jás                        | jā́bhyām                    | jā́bhyas                    | dhiyás, dhiyā́s              | dhībhyā́m                    | dhībhyás                    | bhuvás, bhuvā́s           | bhūbhyā́m                 | bhūbhyás                 |
| Genitivo    | jás                        | jós                        | jā́nām, jā́m                 | dhiyás, dhiyā́s              | dhiyós                      | dhiyā́m, dhīnā́m              | bhuvás, bhuvā́s           | bhuvós                   | bhuvā́m, bhūnā́m           |
| Locativo    | jí                         | jós                        | jā́su                       | dhiyí, dhiyā́m               | dhiyós                      | dhīṣú                       | bhuví, bhuvā́m            | bhuvós                   | bhūṣú                    |
| Vocativo    | jā́s                        | jāú                        | jā́s                        | dhī́s                        | dhiyāu                      | dhíyas                      | bhū́s                     | bhuvāu                   | bhúvas                   |

#### Temi inṛ
I temi in ṛ sono prevalentemente derivati della terminazione che indica il concetto di agente come dātṛ "donatore", sebbene includano termini di parentela quali pitṛ́ "padre", mātṛ́ "madre", and svásṛ "sorella".
|             | Singolare | Duale     | Plurale   |
| ----------- | --------- | --------- | --------- |
| Nominativo  | pitā́      | pitárāu   | pitárah   |
| Accusativo  | pitáram   | pitárāu   | pitrinṝ́n  |
| Strumentale | pitrā́     | pitṛ́bhyām | pitṛ́bhi   |
| Dativo      | pitré     | pitṛ́bhyām | pitṛ́bhyah |
| Ablativo    | pitúr     | pitṛ́bhyām | pitṛ́bhyah |
| Genitivo    | pitúr     | pitrós    | pitṝṇā́m   |
| Locativo    | pitári    | pitrós    | pitṛ́ṣu    |
| Vocativo    | pítar     | pitárāu   | pitáras   |

### Numerali
I numeri da uno a dieci sono:
0 śunya (zero)
1 éka
2 dvá
3 trí
4 catúr
5 pañca
6 ṣáṣ
7 saptá, sápta
8  aṣṭá, áṣṭa
9 náva
10 dáśa.
I numeri dall'uno al quattro sono declinabili.
Éka è declinato come un aggettivo pronominale, ovviamente mancante della forma duale.
Dvá appare soltanto in forma duale.
Trí e catúr vengono invece declinati in modo irregolare.
|             | Tre      | Tre       | Tre       | Quattro    | Quattro    | Quattro     |
| Maschile    | Neutro   | Femminile | Maschile  | Neutro     | Femminile  |             |
| ----------- | -------- | --------- | --------- | ---------- | ---------- | ----------- |
| Nominativo  | tráyas   | trī́ṇi     | tisrás    | catvā́ras   | catvā́ri    | cátasras    |
| Accusativo  | trīn     | trī́ṇi     | tisrás    | catúras    | catvā́ri    | cátasras    |
| Strumentale | tribhís  | tribhís   | tisṛ́bhis  | catúrbhis  | catúrbhis  | catasṛ́bhis  |
| Dativo      | tribhyás | tribhyás  | tisṛ́bhyas | catúrbhyas | catúrbhyas | catasṛ́bhyas |
| Ablativo    | tribhyás | tribhyás  | tisṛ́bhyas | catúrbhyas | catúrbhyas | catasṛ́bhyas |
| Genitivo    | triyāṇā́m | triyāṇā́m  | tisṛṇā́m   | caturṇā́m   | caturṇā́m   | catasṛṇā́m   |
| Locativo    | triṣú    | triṣú     | tisṛ́ṣu    | catúrṣu    | catúrṣu    | catasṛ́ṣu    |

#### Tavola con paragoni di numerali
| Sanscrito-hindi +nome in sanscrito | Bengali   | Arabo moderno | Urdu          | Arabo    | Persiano       | Nome in hindi | Nomi imparentati in altre lingue indo-europee |
| ---------------------------------- | --------- | ------------- | ------------- | -------- | -------------- | ------------- | --- |
| ०, śūnya (शून्य)                     | ৹, shunnô | 0             | ۰, صفر sifar  | ٠,صفر    | ٠ sefr (صفر)   | śūnya (शून्य)   | (in arabo classico è stato poi tradotto come "ṣifr", cioè "nulla"; in latino medievale è stato poi traslitterato come "zephirum", da cui deriva "zero", usato in parecchie lingue europee), midén - μηδέν (greco moderno), nihil (latino) |
| १, eka (एक)                        | ১, æk     | 1             | ۱, ایک ek     | ١,وا حد  | ۱ yek (یک)     | ek (एक्)       | ekh (sylheti, assamese), ena - ένα (greco moderno), one (inglese), ūnus (latino) |
| २, dvi (द्वि)                        | ২, dui    | 2             | ۲, دو do      | ٢,إثنان  | ۲ do (دو)      | do(दो)         | dos (spagnolo), duo (latino), dva (russo), due (italiano) deux (francese), tveir (norvegese antico) dui (sylheti, assamese), dyo - δυο (greco moderno), two (inglese < Old English *twa)                                                  |
| ३, tri (त्रि)                        | ৩, tin    | 3             | ۳, تین tīn    | ٣,ثلاثة  | ۳ se (سه)      | tīn (तीन्)      | tri (russo), tre (italiano) tres (spagnolo), três (portoghese) three (inglese), tin (sylheti) drei (tedesco), troix (francese) tini (assamese), tria - τρία (greco moderno), trēs (latino)                                                |
| ४, catur (चतुर्)                     | ৪, car    | 4             | ۴, چار chār   | ٤,أربعة  | ۴ hahâr (چهار) | cār (चार्)      | katër (albanese), quattuor (latino). quattro (italiano), cuatro (spagnolo) quatro (portoghese), quatre (francese) četiri (croato), chetyre (russo) sair (sylheti), sari (assamese), ceathair (gaelico), tessera - τέσσερα (greco moderno) |
| ५, pañca (पञ्च)                     | ৫, pãch   | 5             | ۵, پانچ pāṅch | ٥,خمسة   | ۵ panj (پنج)   | pā͂c (पाँच्)      | pyat' (russo) penki (lituano), pięć (polacco), pans (assamese) fas (sylheti), pente - πέντε, quīnque (latino), cinque (italiano) |
| ६, ṣaṣ (षष्)                        | ৬, chôy   | 6             | ۶, چھ chaḥ    | ٦,ستّة    | ۶ shesh (شش)   | chaḥ (छः)      | shesh (persiano), seis (spagnolo) seis (portoghese), six (francese) six (inglese), sei (italiano) sechs (tedesco), shôy (assamese), soy (sylheti), eksi - έξι (greco moderno), sex (latino)                                               |
| ७, sapta (सप्त)                     | ৭, shat   | 7             | ۷سات sāt      | ٧,سبعة   | ۷ haft (هفت)   | sāt (सात्)      | sette (italiano), siete (spagnolo) sieben (tedesco), sept (francese) sete (portoghese), shat (sylheti), epta - επτά (< */h/-) (greco moderno), seven (inglese), septem (latino)                                                           |
| ८, aṣṭa (अष्ट)                      | ৮, at     | 8             | ۸, آٹھ āṭh    | ٨,ثامنية | ۸ hasht (هشت)  | āṭh (आठ्)      | hasht (persiano), astoņi (lettone) acht (tedesco), åtte (norvegese) otto (italiano), oito (portoghese) eight (inglese), huit (francese) at (sylheti), oktw - οκτώ (greco moderno), eight (inglese), octō (latino)                         |
| ९, nava (नव)                       | ৯, nôy    | 9             | ۹, نو nau     | ٩,تعسة   | ۹ noh (نه)     | nau (नौ)       | nove (italiano), nove (portoghese) nueve (spagnolo), neuf (francese) nine (inglese), nô (assamese) nôy (sylheti), neun (tedesco) naw (gallese, o "Cymraeg"), ennea - εννέα (greco moderno), novem (latino)                                |

## Pronomi personali e determinativi
I pronomi di prima e seconda persona sono in buona misura declinati nello stesso modo.
Nota: dove vengono date due forme, la seconda è enclitica e alternativa alla prima.
Gli ablativi al singolare e al plurale possono essere estesi tramite la sillaba -tas; in tal modo si ottengono forme come mat o mattas, asmat o asmattas.
|             | Prima persona | Prima persona | Prima persona  | Seconda persona | Seconda persona | Seconda persona |
| Singolare   | Duale         | Plurale       | Singolare      | Duale           | Plurale         |                 |
| ----------- | ------------- | ------------- | -------------- | --------------- | --------------- | --------------- |
| Nominativo  | aham          | āvām          | vayam          | tvam            | yuvām           | yūyam           |
| Accusativo  | mām, mā       | āvām, nau     | asmān, nas     | tvām, tvā       | yuvām, vām      | yuṣmān, vas     |
| Strumentale | mayā          | āvābhyām      | asmābhis       | tvayā           | yuvābhyām       | yuṣmābhis       |
| Dativo      | mahyam, me    | āvābhyām, nau | asmabhyam, nas | tubhyam, te     | yuvābhyām, vām  | yuṣmabhyam, vas |
| Ablativo    | mat           | āvābhyām      | asmat          | tvat            | yuvābhyām       | yuṣmat          |
| Genitivo    | mama, me      | āvayos, nau   | asmākam, nas   | tava, te        | yuvayos, vām    | yuṣmākam, vas   |
| Locativo    | mayi          | āvayos        | asmāsu         | tvayi           | yuvayos         | yuṣmāsu         |

Il dimostrativo "ta", declinato sotto,  è usato anche come pronome di terza persona.
|             | Maschile | Maschile | Maschile  | Neutro | Neutro  | Neutro    | Femminile | Femminile | Femminile |
| Singolare   | Duale    | Plurale  | Singolare | Duale  | Plurale | Singolare | Duale     | Plurale   |           |
| ----------- | -------- | -------- | --------- | ------ | ------- | --------- | --------- | --------- | --------- |
| Nominativo  | sás      | tāú      | té        | tát    | té      | tā́ni      | sā́        | té        | tā́s       |
| Accusativo  | tám      | tāú      | tā́n       | tát    | té      | tā́ni      | tā́m       | té        | tā́s       |
| Strumentale | téna     | tā́bhyām  | tāís      | téna   | tā́bhyām | tāís      | táyā      | tā́bhyām   | tā́bhis    |
| Dativo      | tásmāi   | tā́bhyām  | tébhyas   | tásmāi | tā́bhyām | tébhyas   | tásyāi    | tā́bhyām   | tā́bhyas   |
| Ablativo    | tásmāt   | tā́bhyām  | tébhyam   | tásmāt | tā́bhyām | tébhyam   | tásyās    | tā́bhyām   | tā́bhyas   |
| Genitivo    | tásya    | táyos    | téṣām     | tásya  | táyos   | téṣām     | tásyās    | táyos     | tā́sām     |
| Locativo    | tásmin   | táyos    | téṣu      | tásmin | táyos   | téṣu      | tásyām    | táyos     | tā́su      |

## Termini composti (samāsa)
Un'altra caratteristica degna di nota della lingua sanscrita, e in particolare del suo sistema nominale, è l'uso molto comune di parole composte, alcune delle quali possono arrivare a essere formate da un numero considerevole di termini assemblati fra loro.
I termini composti si presentano in diverse modalità di composizione dei termini.
Ogni sostantivo o aggettivo si presenta nella sua forma tematica debole con solo l'ultimo elemento del termine composto a ricevere la flessione del caso grammaticale.
Alcuni esempi di costruzione di termini composti sono:

### Amreḍita
Un termine composto consistente nella stessa parola ripetuta due volte, con la peculiarità di avere l'accento sul primo termine del termine composto.  Gli amreditas vengono utilizzati per esprimere ripetitività; per esempio, da dív (giorno) si ottiene divé-dive ("giorno dopo giorno", "quotidianamente") e da devá ("Dio") si ottiene deváṃ-devam oppure devó-devas ("Dio dopo Dio"). Archiviato il 28 giugno 2016 in Internet Archive.

### Avyayibhāva
Il primo membro di questa tipologia di termine composto è indeclinabile; a questo viene aggiunto un secondo termine di norma declinabile, in modo tale da rendere il nuovo termine così composto, a sua volta nel suo complesso indeclinabile. 
Esempi: yathā+śakti, ecc.
Nei termini composti avyayibhāva, il primo membro del termine composto ha un ruolo primario (pūrva-pada-pradhāna) e l'intera parola composta si comporta come un termine indeclinabile a causa della natura grammaticale della prima parte indeclinabile del composto nominale.

### Tatpuruṣa(composti determinativi)
Diversamente dai composti avyayibhāva, nei composti Tatpuruṣa  il ruolo primario è detenuto non dal primo ma dal secondo membro del termine composto (uttara-pada-pradhāna).
Esistono molti tatpuruṣas (uno per ciascun caso nominale, oltre ad alcuni altri).
In un tatpuruṣa, il primo componente del termine composto è in una relazione logica con l'altro in un modo altrimenti esprimibile attraverso un consueto caso nominale esistente.
Per esempio, un "parafango" in italiano è un composto ablativo, il parafango è infatti un oggetto che para (protegge) DAL fango.

### Karmadhāraya(composti descrittivi)
È una varietà di Tatpuruṣa considerato separatamente. 
La relazione tra il primo e l'ultimo membro di un termine composto è di apposizione, attributiva o avverbiale.

### Dvigu
In un composto karmadhāraya una parte si comporta come aggettivo per l'altra. 
Se la parte che si comporta come aggettivo è un numero si ha un termine composto dvigu. 
Il termine "dvigu" stesso è in realtà un termine composto: dvau+gāvau. 
Nei composti dvigu, la principale è la parte finale, esattamente come nei composti Tatpuruṣa.

### Dvandva(composti coordinativi)
Questi consistono di due o più temi del sostantivo connessi nel senso attraverso una congiunzione (come nella congiunzione italiana "e").
Esistono due tipologie di costruzione di "dvandva" in sanscrito.
La prima è chiamata itaretara dvandva, una parola composta enumerativa il cui significato si riferisce in egual misura a tutti i membri del termine composto.
Il termine composto che ne risulta è in numero duale o plurale e prende il genere grammaticale dell'ultimo membro della parola composta.
Esempi: Rāma-Lakşmaņau – Rama e Lakshmana, oppure Rāma-Lakşmaņa-Bharata-śatrughnāh – Rama, Lakshmana, Bharata e Satrughna.
La seconda tipologia è chiamata samāhāra dvandva, una parola composta che ha valore collettivo, il cui significato si riferisce a una collezione ovvero a un insieme dei suoi membri costituenti. 
La parola composta che ne risulta è in numero singolare e sempre di genere neutro.
Pāņipādam – "membra", letteralmente mani e piedi, da pāņi = mano e pāda = piede.
Secondo alcuni grammatici esiste una terza tipologia di dvandva chiamata ekaśeşa dvandva o composto residuale.
Essa prende le forme duale e plurale della sola parte finale del composto, ad esempio: pitarau per "mātā" + "pitā", madre+padre= genitori ("padri", includendo con tale termine duale sia il genitore maschio sia quello femmina)
In ogni caso secondo altri grammatici lo ekaśeşa non è affatto un termine composto.

### Bahuvrīhi(composti esocentrici)
Bahuvrīhi, o letteralmente "molto-riso", indica una persona ricca — qualcuno che possiede molto riso o usando una metafora nota della lingua italiana: qualcuno che ha molto "grano". 
I composti di tipologia Bahuvrīhi si riferiscono a un sostantivo composto nel quale non sia dato conoscere il possessore; in altri termini, un nome composto che si riferisce a qualcosa che non è in sé stessa parte del termine composto.
Ad esempio, "senzatetto" (in italiano nel senso di persona senza fissa dimora).
Dal momento che nel termine composto "senza-tetto" non è presente il soggetto che è privo del tetto (esattamente come il termine sanscrito molto-riso non indica una specie di riso ma la natura di chi ne possiede molto)  e il termine non indica un tipo di tetto, si può parlare in questo caso di termine composto di tipologia Bahuvrīhi. 
I termini composti Bahurvrīhis possono spesso essere resi in italiano attraverso un participio presente oppure una forma perifrastica del tipo "(colei/colui che possiede..." per esempio "possidente molto riso", come anche "colei/colui che possiede molto riso".

### Madhyama-pada-lopī-samāsa
È una varietà di composto Karmadhāraya Tatpuruṣa nel quale la parte mediana o centrale scompare.
Esempio: 
devapūjakaḥ+brāhamaṇaḥ = devabrāhamaṇaḥ; Śrīyukta+Rāmaḥ = Śrīrāmaḥ.

### Upapada-samāsa
Si tratta di una varietà di composto Tatpuruṣa nella quale i sostantivi si fondono con dei verbi come in Kumbham+karoti = kumbhakāraḥ.

### Aluk-samāsa
Caso nel quale la terminazione non scompare: ātmane+ padam = ātmanepadam.

## Sintassi
Grazie al complesso sistema di declinazioni l'ordine delle parole nella frase è piuttosto libera nel sanscrito, sebbene sia presente una tendenza a organizzare la frase sul modello SOV.
Esistono inoltre alcune regole sintattiche al fine di ridurre le possibili ambiguità in una qualsiasi proposizione.